# オレンジズ
THE ORANGES（オレンジズ）は、日本のロックバンド。ジャパニーズ・アイドル・ロック・バンドなどと形容されている。

## 概要
1993年の夏、ザ・シャムロックを脱退したJEFF（山森 "JEFF" 正之）が中心となり結成。都内のライブハウスなどを拠点に活動を開始した。「Jeff & Thunderbirds」や「Jeff & The Oranges」という名前を経て、最終的にバンド名をTHE ORANGES(オレンジズ)に決定。映画「時計じかけのオレンジ」が名前の由来とされている。
1995年4月〜5月、音楽オーディション番組『えびす温泉』で4週勝ち抜き、リクエスト堂々の1位となる。
2019年現在フルアルバム7枚、ミニアルバム5枚、ベストアルバム1枚、マキシシングル1枚をリリースした他、海外のコンピレーション・アルバムなどにも複数参加している。

## メンバー

### 現メンバー
- JEFF - ボーカル、サイド・ギター[3]
  - 元ザ・シャムロックのメンバー。ジューシィ・フルーツ、瞳みのる＆二十二世紀バンドのメンバーとしても活動。
  - 2014年にザ・コレクターズにベーシストとして加入。
- ROBIN - ベース・ギター、ボーカル[3]
  - 1996年9月加入[1]。かつてはKUSU KUSUのメンバーとして活動。
- NELO - リード・ギター、ボーカル[3]
  - 1998年8月、オレンジズJr.としてライブに参加し始め、2000年1月正式加入[1]。
- CARL - ドラムス、ボーカル[3]
  - 2020年1月加入[1]。

### 旧メンバー
- サニー - オルガン、ボーカル
  - 結成当初のメンバー。1997年8月脱退[1]。
- アンソニー - ベース、ボーカル
  - 結成当初のメンバー。
- ミッキー - ドラムス、ボーカル
  - 結成当初のメンバー。
- ピー - ドラムス、ボーカル
  - 1995年8月加入[1]。2008年8月脱退[1]。
- マル - ドラムス、ボーカル
  - 2008年10月にライブに参加[1]。2009年5月に３代目ドラマーとして正式加入[1]。2019年12月脱退[1]。

## ディスコグラフィ

### 参加作品
| 発売日         | タイトル                                                              | 規格品番           | 曲順      | 楽曲                                              |
| -------------- | --------------------------------------------------------------------- | ------------------ | --------- | ------------------------------------------------- |
| 2001年9月      | Pop Under The Surface Vol.4                                           | ZIPGIRL-001        | M.10      | Lover letter                                      |
| 2002年8月      | RIGHT TO CHEWS                                                        | NL-075             | M.16      | "SATURDAY NIGHT"                                  |
| 2004年9月15日  | Wizzard In Vinyl 5th Anniversary                                      | 044CDP             | M.21      | 1,000,000 Years Love                              |
| 2004年9月25日  | 14 STORIES PLUS 3 NEW INTRODUCTIONS                                   | MMR-017            | M.1       | カメレオンの気持ち（2004.8/ニューレコーディング） |
| 2004年11月26日 | 全日本エンタメ系アーティストファイルVol.3 聴視激エンターテイメント！3 | KUCR-1003          | M.1       | ラブラブ天国04                                    |
| 2004年11月26日 | 全日本エンタメ系アーティストファイルVol.3 聴視激エンターテイメント！3 | KUCR-1003          | M.2       | スクータリング                                    |
| 2004年11月26日 | PLANET of the POPBOOMERANG                                            | PB-007             | M.15      | all day all night (english ver.)                  |
| 2005年3月      | PLANET of the POPBOOMERANG vol.2                                      | PB-016             | Disc1/M.1 | Beautiful                                         |
| 2006年1月25日  | ウィンター ギフト ポップス +5 BONUS TRACKS                            | MMR-028(DDCR-5015) | M.13      | Oh! ヴァレンタイン                                |